# Chengguan, Guanghe
Chengguan (kinesiska: 城关) är en köping i nordvästra Kina. Den ligger i Guanghe härad i den autonoma prefekturen Linxia för hui-folket i provinsen Gansu, omkring 65 kilometer söder om provinshuvudstaden Lanzhou. 